# 拉蒙日
拉蒙日（法語：Lamontgie，法語發音：[lamɔ̃ʒi]）是法国多姆山省的一个市镇，属于伊苏瓦尔区。

## 地理
拉蒙日（45°28'28"N, 3°20'1"E）面积7.09 平方千米，位于法国奥弗涅-罗讷-阿尔卑斯大区多姆山省，该省份为法国中南部省份，北起阿列省接壤，东临卢瓦尔省，南至上盧瓦爾省和康塔爾省，西接科雷兹省和克勒兹省。
与拉蒙日接壤的市镇（或旧市镇、城区）包括：欧扎拉孔贝勒、邦萨、拉沙佩勒叙于松、埃斯泰伊、诺内特-奥尔索内特、圣马丹德普兰。
拉蒙日的时区为UTC+01:00、UTC+02:00（夏令时）。

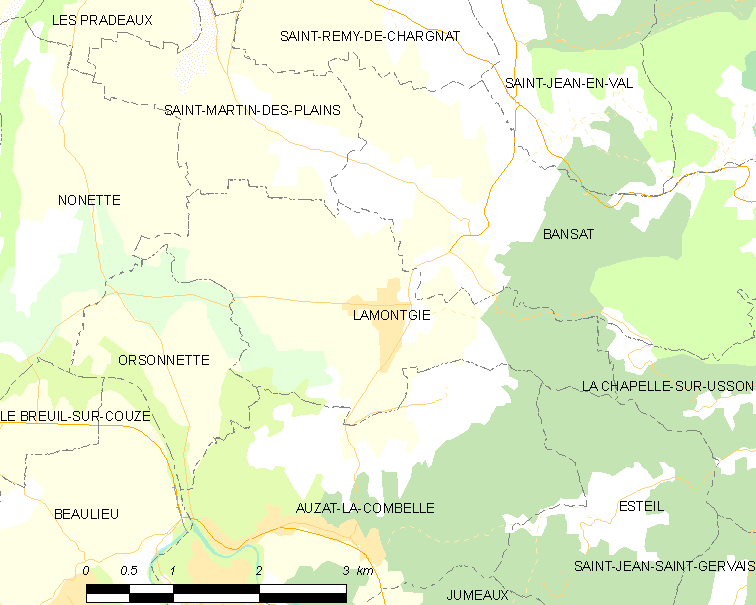
拉蒙日的OSM定位图

## 行政
拉蒙日的邮政编码为63570，INSEE市镇编码为63185。

## 政治
拉蒙日所属的省级选区为布拉萨克莱米讷县。

## 人口

1962-2008年间拉蒙日人口变化图示

拉蒙日于2022年1月1日时的人口数量为646人。